# Yoris Grandjean
Pour les articles homonymes, voir Grandjean.
Yoris Grandjean (né le 20 mars 1989 à Liège) est un nageur belge spécialiste des épreuves de sprint en nage libre (50 et 100 m). S'entraînant au sein du Cercle des nageurs de Marseille, il détient deux titres de champion du monde junior. Il est par ailleurs l'actuel détenteur du record de Belgique du 50 m nage libre en 22 s 13 et du 50 m papillon en 23 s 58. Il a également été détenteur du record de Belgique de 100 m nage libre en 48 s 82, jusqu'à ce que Dieter Dekoninck ne batte ce record en 48 s 79 lors du relais 4 × 100m des Jeux olympiques de Londres 2012.
En juillet 2014, il décide de mettre un terme à sa carrière sportive à la suite d'« une certaine lassitude et des douleurs aux vertèbres ».
Il continue cependant le sport puisqu'il rejoint la Jeunesse Jemeppe, club de handball où ses deux sœurs évoluent.
Il est actuellement entraîneur au Cercle des nageurs d'Antibes où il s'occupe  de Florent Manaudou.

## Palmarès

### Championnats d'Europe
- Championnats d'Europe en petit bassin 2012 à Chartres (France) :
  -  Médaille de bronze au titre du relais 4 x 50 mètres nage libre.

- Championnats d'Europe en petit bassin 2013 à Herning (Danemark) :
  -  Médaille de bronze au titre du relais 4 x 50 mètres nage libre.
  - record du monde du relais 4x50 mètres nage libre

### Championnats du monde juniors
- Championnats du monde juniors 2006 à Rio de Janeiro (Brésil) :
  -  Médaille d'or du 50 m nage libre.
  -  Médaille d'or du 100 m nage libre.
  -  Médaille d'argent du 200 m nage libre.

## Distinctions
- Mérites sportifs de la Communauté française : Espoir masculin 2005 et 2007
- Sportif belge de l'année : Espoir 2006
- Mérites sportifs de la Communauté française : Meilleur sportif 2008